# Uke waza
Uke waza (受け技) é o termo pelo qual se conhecem as técnicas de defesa das artes marciais japonesas.
Muito embora seja traduzida como técnicas de bloqueio, o correto é defesa, pois uma defesa pode ser feita bloqueando ou desviando o golpe, ou ainda esquivando-se. Assim, seguindo a filosofia do aiquidô de não-agressão, as defesas se fazem controlando o fluxo de energia do adversário de modo a subjugar sem magoar.

## Caratê
Assim como as técnicas de ataque, as de defesa são procedidas nas mesmas áreas: jodan, chudan e guedan. E, conforme o membro utilizado, assim são classificadas as técnicas de defesa.
Em todo e qualquer movimento defensivo o lutador deve executá-lo em movimentos circulares e usar o menor custo de energia possível.
- Ude uke (em japonês:  腕受け): São as defesas em que se empregam mormente o antebraço[6] como área útil. O antebraço possui uma área útil bastante grande e uma resistência natural, que leva até ao iniciante suportar os choques nas lutas/treinamentos.
- Kaisho uke (em japonês:  開掌受け): São as defesas nas quais se usam as mãos abertas.[7]
- Hiji uke (em japonês:  肘受け)) ou Empi Uke (猿臂受け): São as defesas executadas com a área do cúbito.[7]
- Hiza uke (em japonês:  膝受け): São as defesas executadas com a área do joelho.[7]